# Полендаков, Михаил
Михаил Йорданов Полендаков (болг. Михаил Йорданов Полендаков; 5 июня 2007, София) — болгарский футболист, защитник клуба «Септември».

## Клубная карьера
Полендаков начал свою карьеру в местной академии ДИТ в возрасте 6 лет, которая в 2015 году объединилась с «Септември», а Михаил перешел в «Септември» в 2018 году. 30 октября 2022 года он дебютировал за клуб в матче чемпионата Болгарии против «Лудогорца» в возрасте 15 лет 4 месяцев и 25 дней. 30 апреля 2023 года он подписал свой первый профессиональный контракт с «Септември».